# Zboże
Zboże is een dorp in de Poolse woiwodschap Koejavië-Pommeren. De plaats maakt deel uit van de gemeente Sępólno Krajeńskie en telt 320 inwoners.